# أحمد العبيد
أحمد العبيد (30 يوليو 1957-) ممثل سعودي .

## عن حياته
هو ممثل سعودي كبير كانت بدايته من جمعية الثقافة والفنون في منطقة القصيم. شارك في العديد من الأعمال من المسلسلات التلفزيونية والمسرحيات و أبرزها و أهمها طاش ما طاش.

## أعماله

### المسلسلاتالتلفزيونية
- سيلفي 2015 - 2016 (جزئين)
- عائلة الدكتور سعود 2013
- شباب البومب 2012 - 2017 (عدة إجزاء)
- لعبة الشيطان 2012
- ماشي2011
- يوميات راشد 2003
- نورة 2003
- ملفات تحقيق2016
- الزمن و الناس 2000
- الديرة نت 2000
- العو عو لمة 1999
- عائلة أبو رويشد 1998
- الحاسة السادسة 1997
- طاش ما طاش 2011 -1994 (عدة إجزاء)

## روابط خارجية
- أحمد العبيد على موقع قاعدة بيانات الأفلام العربية